# Haagje
Haagje is een buurtschap in de gemeente Utrechtse Heuvelrug, in de Nederlandse provincie Utrecht. Het is gelegen aan de Arnhemsebovenweg even ten noorden van de spoorlijn Utrecht - Arnhem.
Dorpen: Amerongen · Doorn · Driebergen-Rijsenburg · Leersum · Maarn · Maarsbergen · Overberg

Buurtschappen: Beerschoten · Boswijk · Breedeveen · Darthuizen · De Groep (deels) · Haagje · Haspel · Oud Rijsenburg · Palmstad · Sterkenburg · Valkenheide

Provincie Utrecht · Plaatsen in de provincie